# کریستی اسمیت (بازیکن بسکتبال)
کریستی اسمیت (انگلیسی: Christy Smith؛ زادهٔ ۱۴ اوت ۱۹۷۵) بازیکن بسکتبال اهل ایالات متحده آمریکا است.
وی در مسابقات کشوری و بین‌المللی در مجموع برندهٔ ۱ مدال طلا شده‌است.